# Парада победе у Берлину 1945.
Парада победе савезничких снага у Другом светском рату одржана је 7. септембра 1945. у главном граду поражене Немачке, Берлину, на Бранденбуршкoj капији.
По повратку из Москве, Георгиј Жуков, као командант Групе совјетских снага у Немачкој, предложио је да команданти гарнизона савезничких окупационих снага одрже заједничку параду у Берлину како би обележили крај Другог светског рата. Предлог је прихваћен.
Ова парада савезничких победника из Другог светског рата одржана је 7. септембра код Бранденбуршке капије. Колона трупа и оклопних возила берлинских гарнизона Совјетског Савеза, Француске, Уједињеног Краљевства и Сједињених Држава марширала је у дефилеу . Парадом је командовао британски генерал-мајор Ерик Нарес (командант британског сектора у Берлину). Маршал Жуков   примио је параду од Совјетског Савеза.
- СССР
- Француска
- Уједињено Краљевство
- САД

### Редослед кретања оклопних возила
- Уједињено Краљевство
- Француска
- САД
- СССР

Подијуму су присуствовали представници врховних команданата окупационих снага Велике Британије (генерал-мајор Брајан Робертсон, заменик команданта британских окупационих снага), СССР-а (маршал Георгиј Жуков, командант ГСОВГ), САД (генерал Џорџ Смит Патон), Француске (командант француских окупационих снага у Немачкој генерал Кониг). Свако од њих одржао је свечани говор.
Парадни марш предводио је совјетски консолидовани пук 248. пешадијске дивизије, који је упао у Берлин (командовао му је потпуковник (касније генерал-потпуковник Георгије Ленев). Следеће је стигао француски консолидовани пук 2. пешадијске дивизије берлинског гарнизона, француски партизани, алпски стрелци и колонијални команданти. Следи британски пук 131. пешадијске бригаде Дерхам, краљица Велике Британије, пешадијски пукови Девонсире и британско ратно ваздухопловство (командант пуковник Бранд). Поворку је завршио комбиновани пук америчких падобранаца из 82. ваздухопловне дивизије (командант пуковник Тукер).
Пролаз оклопних возила започео је са 24 тенка и 30 оклопних возила британске 7. панцарске дивизије. Даље - француска колона: 6 средњих тенкова, 24 оклопна транспортера и 24 оклопна возила 3. јегер пука и 1. оклопне дивизије. Уследила је америчка колона: 32 тенка и 16 оклопних возила 16. механизоване коњичке групе. Параду су употпунила 52 совјетска тенка ЈС-3 из састава 2. гардијске тенковске армије (командант генерал-мајор Тихон Абрамов).
Свечани поздрав у част победничких земаља упућен је из пушака 3. пука Краљевске артиљерије коњаника Велике Британије.
- Амерички тенкови М24 Чефи током параде.
- Британски самоходни топ.
- Берлинска парада победе.